# Lissa Wales
Lissa Wales (* 1957; † 1. Oktober 2005 in Phoenix, Arizona) war eine US-amerikanische Fotografin.

## Leben
Lissa Wales wuchs in Valley auf und studierte an der Arizona State University. Lissa Wales wurde mit ihren Aufnahmen von Schlagzeugern berühmt, die sie in zwanzig Jahren dokumentierte. Ihre Aufnahmen waren in Magazinen in den Vereinigten Staaten, Europa und Asien veröffentlicht.
Lissa Wales hatte Leukämie. Am 10. September 2005 wurde ihr zu Ehren im Celebrity Theatre in Phoenix, organisiert von Troy Luccketta (Tesla), noch ein großes Benefizkonzert veranstaltet. Für sie spielten einige der besten Schlagzeuger zusammen: Denny Seiwell (Paul McCartney), Chad Smith (Red Hot Chili Peppers), Danny Seraphine (Erster Drummer von Chicago), Billy Ashbaugh (*NSYNC), Carmine Appice (Vanilla Fudge/Rod Stewart), Jimmy DeGrasso (Ex-Megadeth), Dom Moio (Cinco De Moio), Ken Mary (House of Lords) and Dom Famularo (World Educator).